# Avers
Avers (en romanche Avras) es una comuna suiza del cantón de los Grisones, situada en la región de Viamala. Limita al norte con las comunas de Ferrera y Mulegns, al este con Bivio, al sur con Bregaglia, y al oeste con Piuro (IT-SO).